# Sara Luzita
Sara Luzita (11 de agosto de 1922-Cambridgeshire, 14 de febrero de 2025) fue una bailarina española que se especializa en ballet y baile español. Fue solista del Ballet Rambert (ahora Rambert Dance Company), presentándose en teatros y películas, incluidas las películas Moulin Rouge y Oh... Rosalinda!!  . 

## Vida personal
Sara se casó con Tutte Lemkow en 1954.  Tienen dos hijas, Rachel y Rebecca.     